# Engie Open de Limoges 2016
L'Engie Open de Limoges 2016 è stato un torneo di tennis femminile giocato sul cemento (indoor). È stata la decima edizione del torneo, che fa parte del WTA Challenger Tour 2016. Il torneo si è giocato a Limoges in Francia dal 14 al 20 novembre 2016.

## Partecipanti

### Teste di serie
| Nazionalità | Giocatrice         | Ranking* | Testa di serie |
| ----------- | ------------------ | -------- | -------------- |
| Francia     | Caroline Garcia    | 23       | 1              |
| Francia     | Alizé Cornet       | 46       | 2              |
| Francia     | Océane Dodin       | 71       | 3              |
| Francia     | Pauline Parmentier | 73       | 4              |
| Romania     | Sorana Cîrstea     | 81       | 5              |
| Croazia     | Donna Vekić        | 101      | 6              |
| Lussemburgo | Mandy Minella      | 103      | 7              |
| Svizzera    | Stefanie Vögele    | 113      | 8              |

* Ranking al 7 novembre 2016.

### Altre partecipanti
Giocatrici che hanno ricevuto una wild card:
- Alizé Cornet
- Fiona Ferro
- Caroline Garcia
- Amandine Hesse
- Alexandra Stevenson
- Dajana Jastrems'ka

Giocatrici che sono passate dalle qualificazioni:
- Akgul Amanmuradova
- Alexandra Cadanțu
- Valentina Ivachnenko
- Galina Voskoboeva

Giocatrice entrata come lucky loser:
- Lina Ǵorčeska

## Campionesse

### Singolare
Ekaterina Aleksandrova ha sconfitto in finale  Caroline Garcia con il punteggio di 6-4, 6-0.

### Doppio
Elise Mertens /  Mandy Minella hanno sconfitto in finale  Anna Smith /  Renata Voráčová con il punteggio di 6-4, 6-4.